# Myrmillinae
Myrmillinae (лат.) — подсемейство ос-немок (Бархатные муравьи, Velvet ants) из семейства Mutillidae отряда Перепончатокрылые насекомые.

## Описание
Паразитируют в гнёздах ос и пчёл. Глаза неопушенные. Коготки лап без зубцов. Стридуляционный орган развит. 1-й сегмент брюшка сидячий, не сужен на вершине. Самцы иногда бескрылые (часть Myrmilla, Blakeius). Голова самок массивная, обычно значительно шире переднеспинки.

## Классификация
В Палеарктике 9 родов и 68 видов. 24 вида в Европе.
- Arnoldtilla Nonveiller, 1996
- Bischoffitilla Lelej, 2002
- Blakeius Ashmead, 1903
- Ceratotilla Bischoff, 1920
- Clinotilla Arnold, 1956
- Labidomilla André, 1902
- Liomutilla André, 1907
- Myrmilla Wesmael, 1852
- Myrmotilla Bischoff, 1920
- Odontotilla Bischoff, 1920
- Omotilla Invrea 1943
- Platymyrmilla André, 1900
- Pygomilla Hammer, 1955
- Sigilla Skorikov, 1927
- Somaliatilla Nonveiller, 1996
- Spilomutilla Ashmead, 1903
- Squamulotilla Bischoff, 1920
- Viereckia Ashmead, 1903